# Adama Guira
Adama Guira (Bobo-Dioulasso, 24 de abril de 1988) es un exfutbolista burkinés que jugaba de centrocampista.

## Trayectoria
Es un futbolista burkinés que jugó en la máxima categoría de su país en el Racing Club de Bobo-Dioulasso durante tres temporadas. En la temporada 2008-09 el C. F. Gavà contrató simultáneamente a Guira y a Youssouf Sanou ambos jugadores burkineses e internacionales en categorías inferiores. Mientras disputaba la liga con el Gavà fue convocado por la selección sub-21 de Burkina Faso, donde estuvo alrededor de un mes concentrado en su país, hecho que repercutió negativamente al club barcelonés al ser un jugador importante en sus alineaciones. Tras el descenso del Alicante a Segunda "B", el 15 de julio de 2009 se anunció el fichaje de Guira por el club alicantino.
El 3 de marzo de 2010 se convirtió en internacional absoluto con Burkina Faso en un encuentro amistoso ante el equipo francés Rodez AF.
En la temporada 2021-22 firmó por el Racing Rioja C. F. de la Segunda División RFEF.

## Clubes
| Club                 | País         | Año       | Partidos | Goles |
| -------------------- | ------------ | --------- | -------- | ----- |
| R. C. Bobo-Dioulasso | Burkina Faso | 2005-2008 | ¿?       | ¿?    |
| C. F. Gavà           | España       | 2008-2009 | 27       | 0     |
| Alicante C. F.       | España       | 2009-2010 | 34       | 1     |
| U. D. Logroñés       | España       | 2010-2011 | 17       | 0     |
| Djurgårdens IF       | Suecia       | 2011      | 6        | 0     |
| F. C. Dacia Chișinău | Moldavia     | 2012-2013 | 25       | 0     |
| SønderjyskE          | Dinamarca    | 2013-2016 | 96       | 3     |
| R. C. Lens           | Francia      | 2016-2017 | 7        | 0     |
| Aarhus GF            | Dinamarca    | 2017-2019 | 9        | 0     |
| R&F                  | Hong Kong    | 2019-2020 |          |       |
| SønderjyskE          | Dinamarca    | 2021      |          |       |
| Racing Rioja C. F.   | España       | 2021-2022 |          |       |
| Qingdao Hainiu       | China        | 2022      |          |       |
| Racing Rioja C. F.   | España       | 2023-2024 |          |       |
| Yagüe C. F.          | España       | 2024      |          |       |